# 1934 في تونس
فيما يلي قوائم الأحداث التي وقعت خلال عام 1934 في تونس.